# 高クロール血症
高クロール血症（高塩素血症）（（英）hyperchloremia）は、電解質異常のひとつで、血中の塩素イオン（クロール、Cl-）濃度が異常に上昇している状態である。高クロール血症が単独で問題になることは稀で、ナトリウムイオンや重炭酸イオンの濃度とあわせて評価する必要がある。

## 疫学
クロールの異常は、入院患者ではよく見られる電解質異常である。
入院患者の14.9 %で高クロール血症（血清クロールが108 mmol/L超）、入院患者の17.7 %で低クロール血症（血清クロールが101 mmol/L未満）が認められ、いずれも予後不良に関連していた、との報告がある。

## 診断
高クロール血症とは、血中のクロール濃度が正常上限値（共有基準範囲では108 mEq/L）を超えた状態を意味する。
ただし、クロール値上昇のみでは、病態を解釈し治療に結びつけることは困難であり、必ず、ナトリウムの異常の有無・異常の程度を検討する必要がある。高クロール血症に高ナトリウム血症が併存する場合は水の欠乏が疑われるが、クロールとナトリウムが乖離する場合は代謝性アシドーシスなどの酸塩基平衡異常を考える必要がある。

## 病態
塩素イオン（クロール）は体内の陰イオンの70%を占め、体重1kgあたり約35 mEq、重量にして体重の約0.15%、約115gが存在する。その70%は細胞外液、残りは細胞内に分布する。細胞外液のイオンとしてはナトリウムに次いで多く、細胞外液の陰イオンとしては最も多い。ナトリウムは「電解質の王様」、クロールは「電解質の女王」とも表現される。
ナトリウムイオンはレニン・アンギオテンシン・アルドステロン系、ナトリウム利尿ペプチド系、抗利尿ホルモン系、などのホルモンで調節される、腎での能動的な再吸収機構をもつのに対し、クロールは、ナトリウムイオンの増減と共に、ナトリウムのプラスの電荷に引き寄せられて再吸収される。従って、他の電解質や酸塩基平衡の異常がなければ、ナトリウムが14に対しクロールがほぼ10の比率で並行して動く。
クロール値の異常を解釈するには、血中のナトリウムとクロールの差が有用である。
健常人では、血中のナトリウムとクロールの差は36 mEq/L前後である。
アニオンギャップ = [Na+] - [Cl-] - [HCO−
3]  = 12 mEq/L前後
↓
[Na+] - [Cl-] = アニオンギャップ - [HCO−
3]
= 12 mEq/L前後＋24 mEq/L前後
= 36 mEq/L前後
| 正常時の血清の陽イオンと陰イオンの平衡 | 正常時の血清の陽イオンと陰イオンの平衡 |
| -------------------------------------- | -------------------------------------- |
| その他の陽イオン                       | その他の陰イオン                       |
| Na+： 138 ～ 145 mEq/L                 | アニオンギャップ：12 mEq/L前後         |
| Na+： 138 ～ 145 mEq/L                 | HCO− 3： 24 mEq/L前後                  |
| Na+： 138 ～ 145 mEq/L                 | Cl-： 101 ～ 108 mEq/L                 |

クロールが増加してナトリウムとクロールの差が減少している場合は酸塩基平衡の異常、すなわち、重炭酸の減少および代謝性アシドーシスが考えられる。
| アニオンギャップ正常代謝性アシドーシス | アニオンギャップ正常代謝性アシドーシス |
| -------------------------------------- | -------------------------------------- |
| その他の陽イオン                       | その他の陰イオン                       |
| Na+：正常                              | アニオンギャップ：正常                 |
| Na+：正常                              | HCO− 3：減少                           |
| Na+：正常                              | Cl-：増加                              |

一方で、高ナトリウム血症（脱水）に伴い二次的に高クロール血症が生じた場合のナトリウムとクロールの差は、他の病態が合併していない限り、原則的に正常範囲内である。
| 高ナトリウム血症（脱水）に伴う高クロール血症 | 高ナトリウム血症（脱水）に伴う高クロール血症 |
| -------------------------------------------- | -------------------------------------------- |
| その他の陽イオン                             | その他の陰イオン                             |
| Na+：増加                                    | アニオンギャップ：正常                       |
| Na+：増加                                    | HCO− 3：正常 24 mEq/L前後                    |
| Na+：増加                                    | Cl-：増加                                    |

## 症状
クロールには、酸塩基平衡、浸透圧維持、細胞静止膜電位、神経筋の興奮性の調節、など、多数の生理的役割がある。しかし、高クロール血症に特異的な症状は知られておらず、原因となっている一連の病態（高張性脱水、代謝性アシドーシス、など）やその原因疾患の症状が高クロール血症で見られる症状の主たるものとなる。

## 原因と治療
高クロール血症の主要な原因として、①高ナトリウム血症に伴うもの、②クロールの過剰投与、③クロール排泄の低下、④重炭酸イオンの減少、があげられる。
治療は、原因となる病態に対するものが中心となる。クロール自体の摂取制限は、クロールの過剰投与による高クロール血症以外ではあまり問題にならない。

### 高ナトリウム血症
ナトリウムイオンは血中の陽イオンの大部分を占めている。
血中ナトリウム濃度が上昇した際に、電気的中性を維持するためクロール濃度が並行して上昇する。
高ナトリウム血症の主たる原因は水分の喪失であり、
腎からの水分喪失には、腎性尿崩症、利尿剤、浸透圧利尿、閉塞後利尿、などがある。
腎以外からの水分喪失には、発熱、代謝の亢進、運動、下痢、熱傷、などがある。
水分喪失以外の原因として、食塩の過剰摂取やナトリウムの輸液過剰による高ナトリウム血症も存在する。
いずれも、水分補充など、高ナトリウム血症に対する治療を行う。

### クロールの過剰投与
ナトリウムに対しクロールの多い輸液（一部のアミノ酸輸液など）の投与で高クロール性代謝性アシドーシスがおきうる。
生理食塩水は、重炭酸などの陰イオンを含まず血液と比較してクロールが多い（クロール濃度154 mEq/L）。生理食塩水の大量輸液により高クロール血症と代謝性アシドーシスを来すことがある。
治療は輸液の電解質バランスの見直しである。

### 代謝性アシドーシス
代謝性アシドーシスのうち、高Cl性アシドーシス（アニオンギャップ正常代謝性アシドーシス）では、重炭酸イオンが減少した分、クロールが増加している。
詳細は、アシドーシスを参照されたい。

#### 腎からのクロール排泄の低下
尿細管性アシドーシス、アセタゾーラマイド（炭酸脱水素酵素阻害薬）投与、などが含まれる。

#### 消化管からの重炭酸の喪失
下痢、腸瘻、胆汁瘻、胆道ドレナージ、膵液瘻、などにおいては、重炭酸に富む腸液／胆汁／膵液が体外に失われる。
膀胱がん手術後の尿路変更術では回腸導管部分で腸管から尿に重炭酸が失われる。
重炭酸イオンが減少した分、クロールが増加する。治療は失われた水分・電解質の補充である。

### 呼吸性アルカローシスの代償性変化
呼吸性アルカローシスでは、炭酸ガスの低下に伴い重炭酸イオンが減少し、pHが上昇する。代償性変化（pHを正常に近づけるための生理的代償機能）により、クロールが増加する。
治療は、呼吸性アルカローシスの原因となっている病態（肺疾患、アスピリンなどの薬物による呼吸刺激、過換気症候群、など）の治療である。

### その他の高クロール血症
陰イオンの低下、または、陽イオンの増加により、ナトリウムも重炭酸も正常なのに高クロール血症が出現することがある。
クロール・重炭酸以外の陰イオンの低値
低アルブミン血症）があげられる。
ナトリウム以外の陽イオンの増加
リチウム中毒、高ガンマグロプリン血症（IgG型骨髄腫など）、高カリウム血症、高カルシウム血症、高マグネシウム血症、などがあげられる。

### 偽の高クロール血症
血液中の塩素イオンはイオン選択性電極で測定するが、この電極は他のハロゲンのイオンにも反応するため、
臭素イオンやヨウ素イオンが血中に存在すると、誤ってクロールが高値であるがごとくに表示されることがある。
臭素やヨウ素が医師の管理下での投薬であれば特に問題ないが、ブロムワレリル尿素等の薬物濫用や誤摂取があれば、対応が必要である。